# Mathilde Fenger
Mathilde Fenger (født 27. april 1977 i Århus) er en dansk kunstmaler og den første danske kvindelige bataljemaler.
Hun er mesterlæreuddannet som klassisk kunstmaler hos tyske Herdin Radtke.
Fenger arbejder primært i genren historiemaleri med samtidshistoriske temaer, samt i dokumentariske projekter  såvel som udvalgte bestillingsarbejder.[kilde mangler]
Mathilde Fengers samfundsrelaterede motiver anvendes i undervisningen på landets skoler og efterskoler.

## Værker
Mathilde Fenger er blandt andet kendt for maleriet "Transition", som har en dansk jægersoldat og hans afghanske kollega i centrum. I 2010 søgte Fenger Forsvaret om tilladelse til at blive udsendt med danske soldater til Afghanistan for at researche til en maleriserie, der skildrer Forsvarets internationale indsats, og hun opholdt sig både i lejrene og krigs- og kampzonerne.
Fenger fik i 2013 titlen som Danmarks første kvindelige bataljemaler og er repræsenteret på Det Nationalhistoriske Museum på Frederiksborg Slot med værket `Transition’ (2013) og siden med en række store værker i permanent udstilling på Frederiksberg Slot med serien Afghanistan (2019).
Hun har også portrætteret Hendes Majestæt Dronning Margrethe 2 sammen med Den Kongelige Livgarde.
Mathilde Fenger blev engageret i en fri skildring af det moderne hjemmeværn (2014/2015), som har resulteret i en større maleriserie (14 værker) samt en bogudgivelse (da/eng) Fenger har desuden portrætteret Margrethe 2. sammen med HKH Kronprinsessen i forbindelse med Hjemmeværnets 70-års jubilæum (2019).

### Transition – de danske styrkers indsats i Afghanistan
I 2010 blev Mathilde Fenger udsendt til Afghanistan som den første danske kvindelige bataljemaler og er officielt anerkendt i genren: At følge og skildre soldater i krig.
Hendes rejse til Afghanistan – til Camp Bastion og Camp Price, blev omtalt i Politiken den 11. januar 2011. Det Nationalhistoriske Museum bestilte et større historiemaleri til museet, hvilket lod sig realisere takket være bidrag fra en række fonde og Kredsen Mars og Merkur.
På museets udstilling "Krig i kunsten" kunne man i sommeren 2012 se et rigt udvalg af Fengers værker fra den danske militære indsats i Afghanistan.
I 2012 fik kunstneren atter mulighed for at rejse til Afghanistan, og indtrykkene fra denne rejse har dannet udgangspunkt for værket Transition. Et maleri der skildrer 11 års krig i ét maleri.
Værket forestiller en dansk soldat fra Task Force 7 og hans afghanske kollega, som er på vej fremad, ud mod beskueren. Bagved ses andre soldater, civile (mænd og kvinder), Taleban, som kaster sin skygge i både vestlig og ikke-vestlig læseretning, et pansret MRAP-køretøj, en afghansk landsby, et checkpoint samt eksplosioner fra improviserede sprængladninger og flybomber over et grønt område (Green Zone). I det fjerne, den afghanske bjergkæde Hindu Kush. I venstre side, fra gulv til loft i motivet og udenfor den egentlige komposition, ses en transparent rygende arkitektonisk søjle, som refererer til selve baggrunden for missionen; angrebet på World Trade Center d. 11. september 2001I forgrunden, ved soldaternes fødder, blandt opiumsvalmuer og sten, ligger en mine, som, hvis den udløses, kan forvandle den umiddelbare ro til kaos.

### Rigsretssagen mod Inger Støjberg
I 2021 valgte Mathilde Fenger at følge og dokumentere Rigsretssagen mod Inger Støjberg. Hun var til stede i retssalen i Eigtveds Pakhus, hvor hun under afhøringerne udførte skitser på iPad og papir. Efterfølgende sad hovedpersonerne - retsformanden højesteretspræsident Thomas Rørdam, anklager Anne Birgitte Gammeljord, anklager Jon Lauritzen, tiltalte Inger Støjberg, forsvarer Nicolai Mallet og forsvarer René Offersen - model for kunstneren til olieportrætskitser. Den fysiske tilstedeværelse og det indgående kendskab til nøglepersonerne gennem de individuelle møder var betydningsfuldt for den endelige udarbejdelse af historiemaleriet Justitia, olie på lærred, 150 x 200 cm, 2022.
I maleriet gengives retssalen med de 13 dommere fra Højesteret og de 13 lægdommere i baggrunden, hvor den tomme stol er retsformandens. I forgrunden står de seks nøglepersoner. Thomas Rørdam holder retfærdighedens symbol, vægten, frem, hvor Inger Støjberg har fat om brudeparret. Fremstillingen er symbolsk og er et oplæg til samtale om den historiske hændelse, hvor Rigsretten trådte frem for kun sjette gang siden Danmark fik folkestyre i 1849.
Maleriet, der afsløredes 13. oktober 2022 på Det Nationalhistoriske Museum, er indkøbt til museets samling.

### Positive portrætter for AIDS-fondet
I 2022 bad AIDS-Fondet historiemaler Mathilde Fenger om at bidrage til den positive fortælling om, at HIV ikke mere er en smitsom dødsdom. Det har hun udført i form af 12 legemsstore portrætter. Mathilde Fenger har med respekt og ydmyghed mødt og malet portrætter af en perlerække af mennesker midt i livet, der af vidt forskellige årsager har fået HIV.
De individuelle beretninger har Mathilde Fenger formidlet i maleriernes attributter, i de inkorporerede genstande og i skyggespillet bag de enkelte. I et billede ser vi et kendt stykke legetøj, i et andet ses et reagensglas med blod, som viser hen til den aktuelle persons skæbnefortælling. Baggrunden i malerierne er nok dyster og grå, men personerne lyser op på hver deres måde som et bidrag til almen oplysning om, at smitterisikoen kan reduceres med medicinsk behandling, så man kan leve et almindeligt liv. De 12 malerier blev præsenteret på Københavns Rådhus under PRIDE festivalen august 2023, og indgår som en milepæl i Danmarks historiefortælling om HIV. Projektet blev støttet af Gilead Sciences, GSK, Gangstedfonden og Københavns Kommune. 

## Omtale i bogudgivelser
- 2012: ”Krig i Kunsten” (E-bog I-tunes)][6]

Udgiver: Nationalhistorisk Museum Frederiksborg.
- 2015: ”Danmarks hjemmeværn – Tradition og Fornyelse”[7]

(dansk og engelsk) HJV, Mathilde Fenger og Jens Olesen.
- 2014: ”Soldatens år”, Klaus Rothstein[8]

Forlag: Tiderne Skifter
- 2014: ”99 Lyserøde Elefanter”, Jytte Hilden, Lene Frøslev og Kate Bluhme, KVINFO.[9]
- 2017: ”Performance in a Militarized Culture”, Editors Sara Brady and Lindsey Mantoan.[10]

“Reviving the Tradition of the Battle Painting: The Militarization of Danish Culture, Solveig Gade
Publisher: Routledge
- 2022: "Justitia - Mathilde Fengers historiemaleri af Rigsretten 2021". Udgivet af Det Nationalhistoriske Museum på Frederiksborg, 2022 [4]

## Art talks
- 2014:

“Krig No. 1” Art talk mellem Mathilde Fenger, John Kørner og Christian Lollike m.fl. modereret af Klaus Rothstein. Krigen og Kunsten, Golden Days Copenhagen, Nationalmuseet.
- 2018:

“The Art of Democracy“, CPH:DOX 2018
Charlottenborg, Copenhagen. The Danish social historical painter Mathilde Fenger and the Brazilian film director Karim Aïnouz in conversation on migration and art with Associate Professors, SAXO-Institute Copenhagen University Simon Turner and Zachary Whyte.

## Film & TV
- 2011:

”Kunstnermøder - Krigsfotograf Jan Grarup møder kunstmaler
Mathilde Fenger”, DR K
- 2014 -2017:

”Radioklassikeren”, DR P4, Mathilde Fenger kommenterer klassiske musiske værker.
- 2013:

”I krig med kunsten” længere dokumentarfilm og -udsendelse.
DR TV rejste med Mathilde Fenger til Afghanistan og fulgte hendes forberedelser og mange indtryk forud for tilblivelsen af historiemaleriet 'Transition' - kommissioneret af Det Nationalhistoriske Museum på Frederiksborg Slot (Carlsbergfondet).
- 2018:

“The Art of Democracy” - award winning CPH:DOX Everyday Project short movie. The documentary “The Art of Democracy” follows Mathilde Fenger in her studio - on the topics on migration and democracy.

## Legater og fonde
- 2000 Georg Harms Fond
- 2001 Richard Wilstrups Legat
- 2010 Otto Baches legat
- 2011 Det Obelske Familiefond
- Projekter i perioden 2012-2017 er støttet af Carlsbergfondet, Kredsen Mars og Merkur, samt en række private sponsorer m.fl.
- 2018 Bodil Pedersen Fonden

## Hæder og tillidsposter
- 2017:

Mathilde Fenger modtager Hjemmeværnets Fortjensttegn indstiftet af Kong Frederik den 9.
Medlem, Kunstnerforeningen af 18. november.